# Häkertor

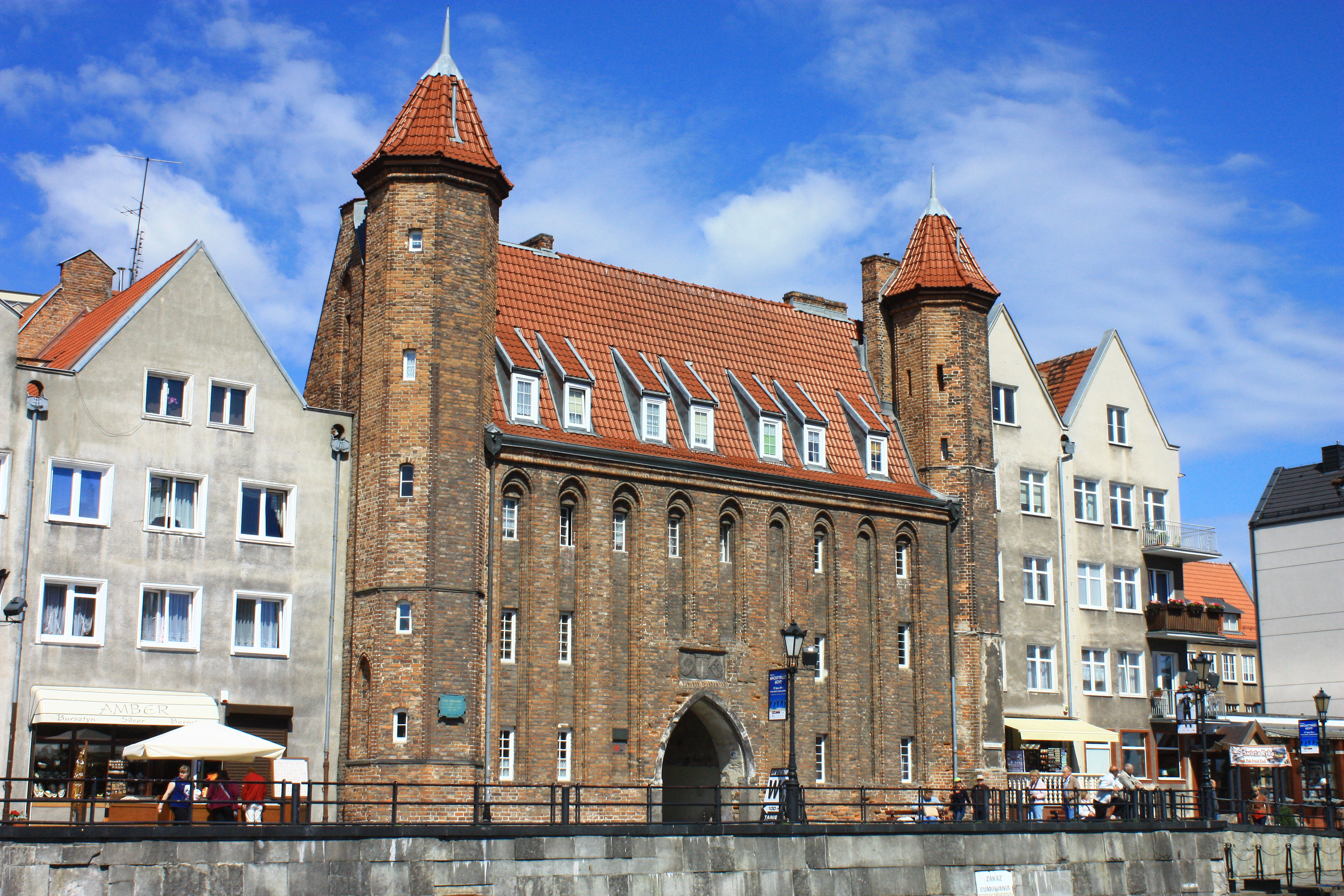
Le Häkertor

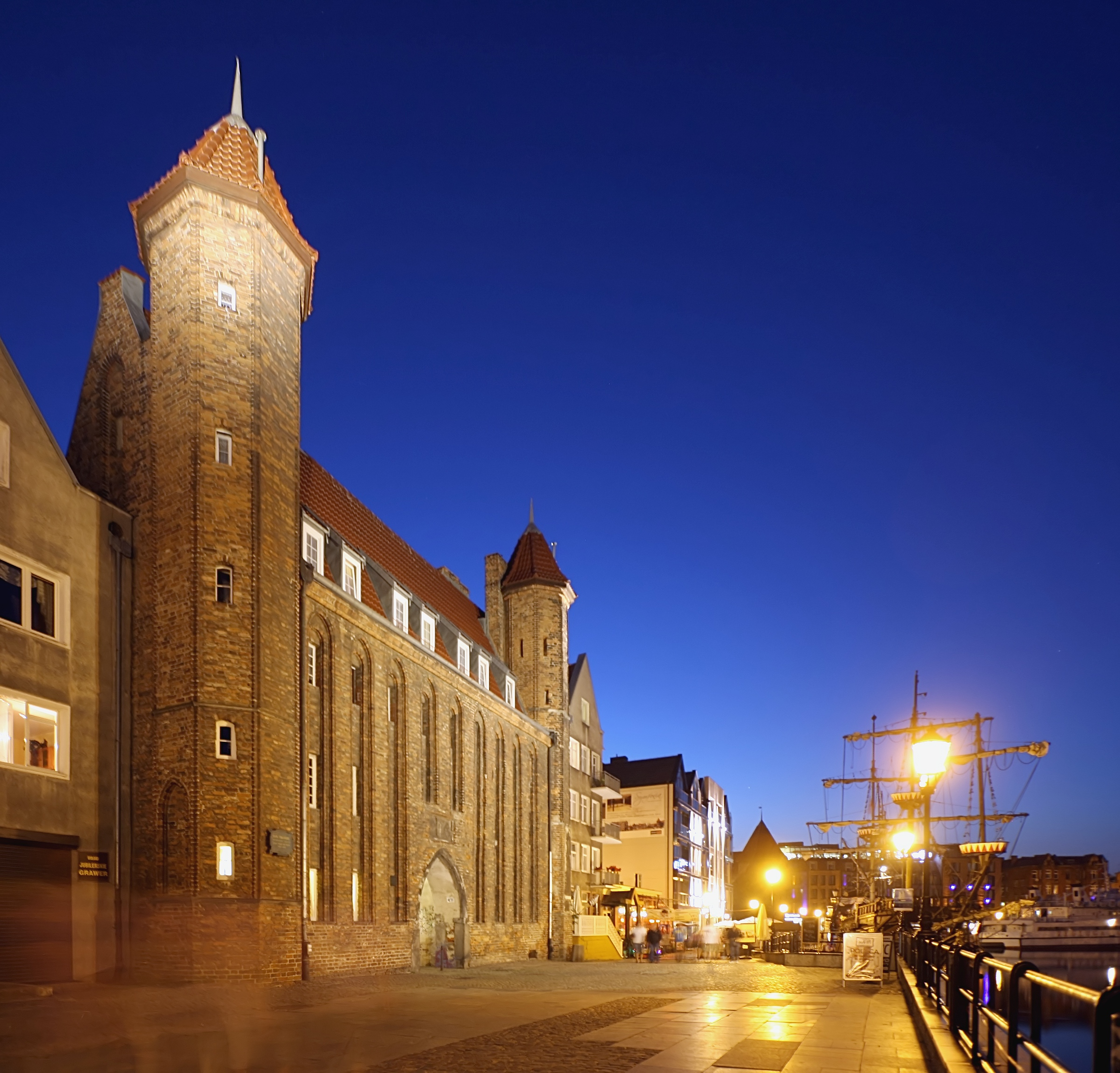
Le Häkertor la nuit

Le Häkertor (en polonais Brama Straganiarska) a été construit à Gdańsk en 1481-1482. Le bâtiment tire son nom de Hökern, le marché aux poissons de Gdańsk étant à proximité. Il forme la fin de la Häkergasse (ulica Straganiarska) sur la Motława. Le long pont menant au dernier a été construit le long de celui-ci.
La porte est située entre des bâtiments résidentiels qui ont été construits plus tard. La façade gothique est flanquée de tourelles élancées octogonales. À l'extérieur, au-dessus du passage en arc brisé, on peut voir les bas-reliefs réalisés après 1457 avec les armoiries de la Pologne, de Dantzig et de la Prusse.
Le Häkertor est utilisé à des fins résidentielles. L'acteur Zbigniew Cybulski y vécut de 1959 à 1963, une plaque commémorative le commémore. La Philharmonie de la Baltique est située sur la rive opposée de la rivière Motlawa.

## Galerie

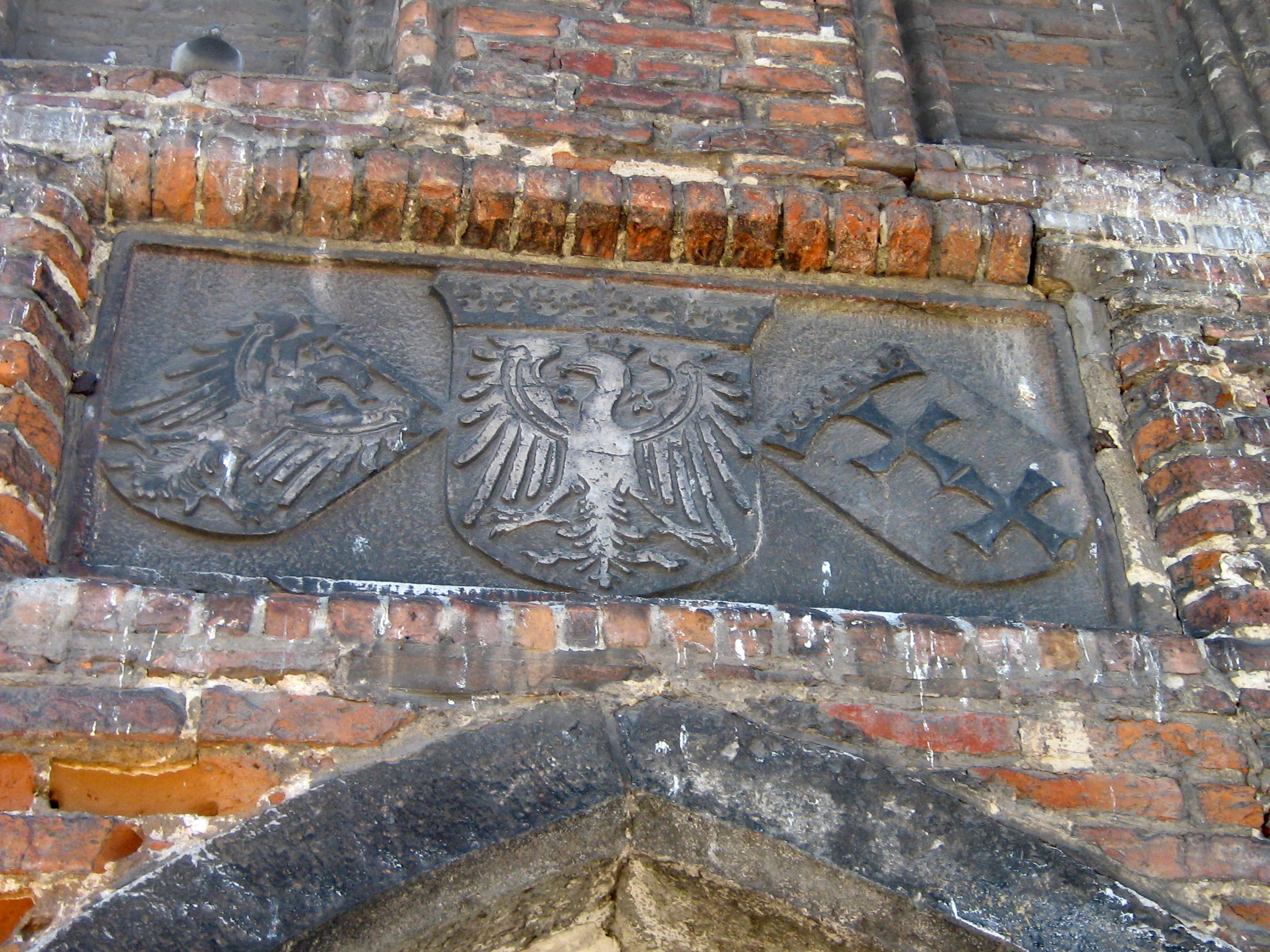
Les boucliers héraldiques
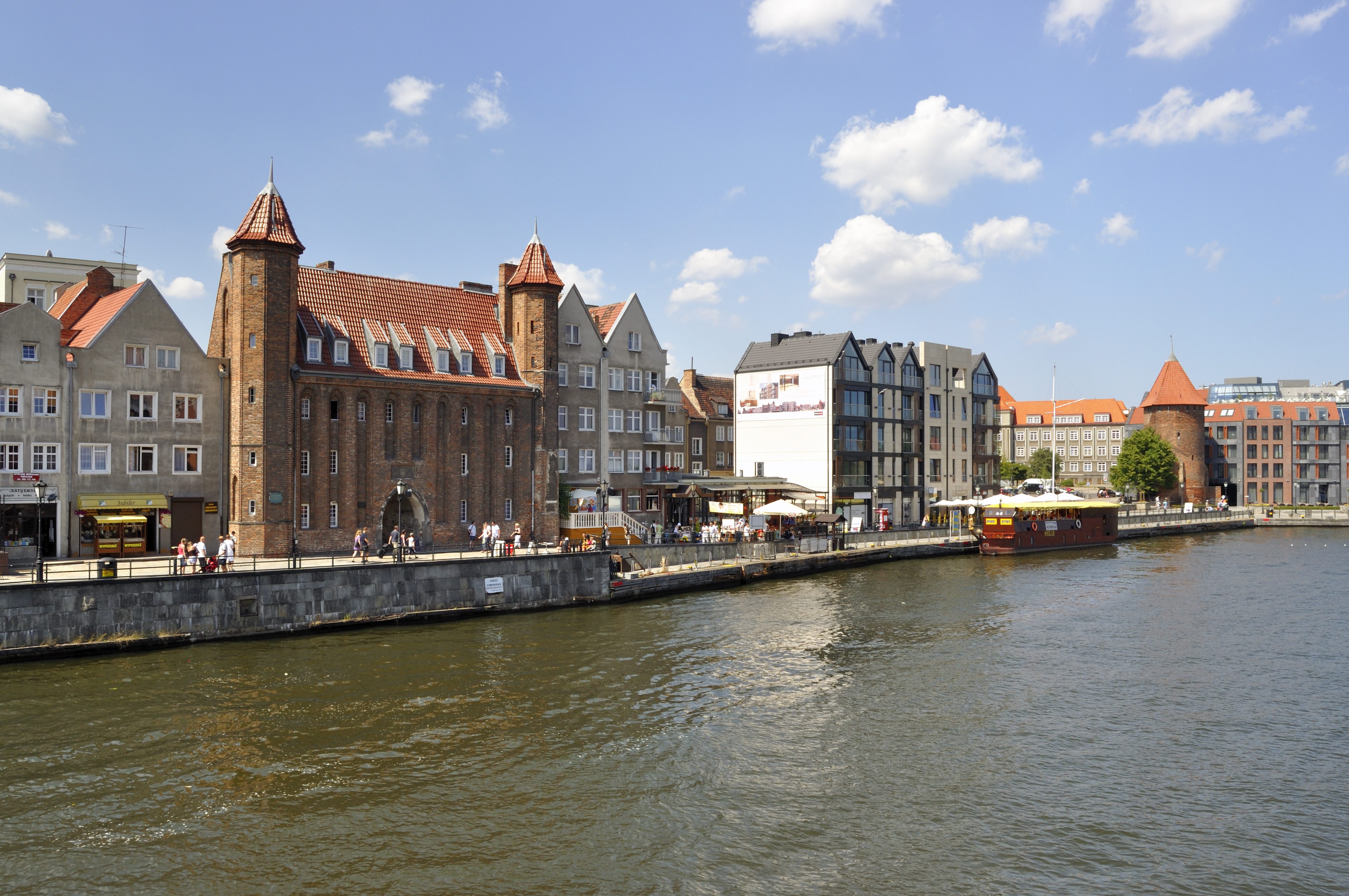
Emplacement sur la rivière Motlawa
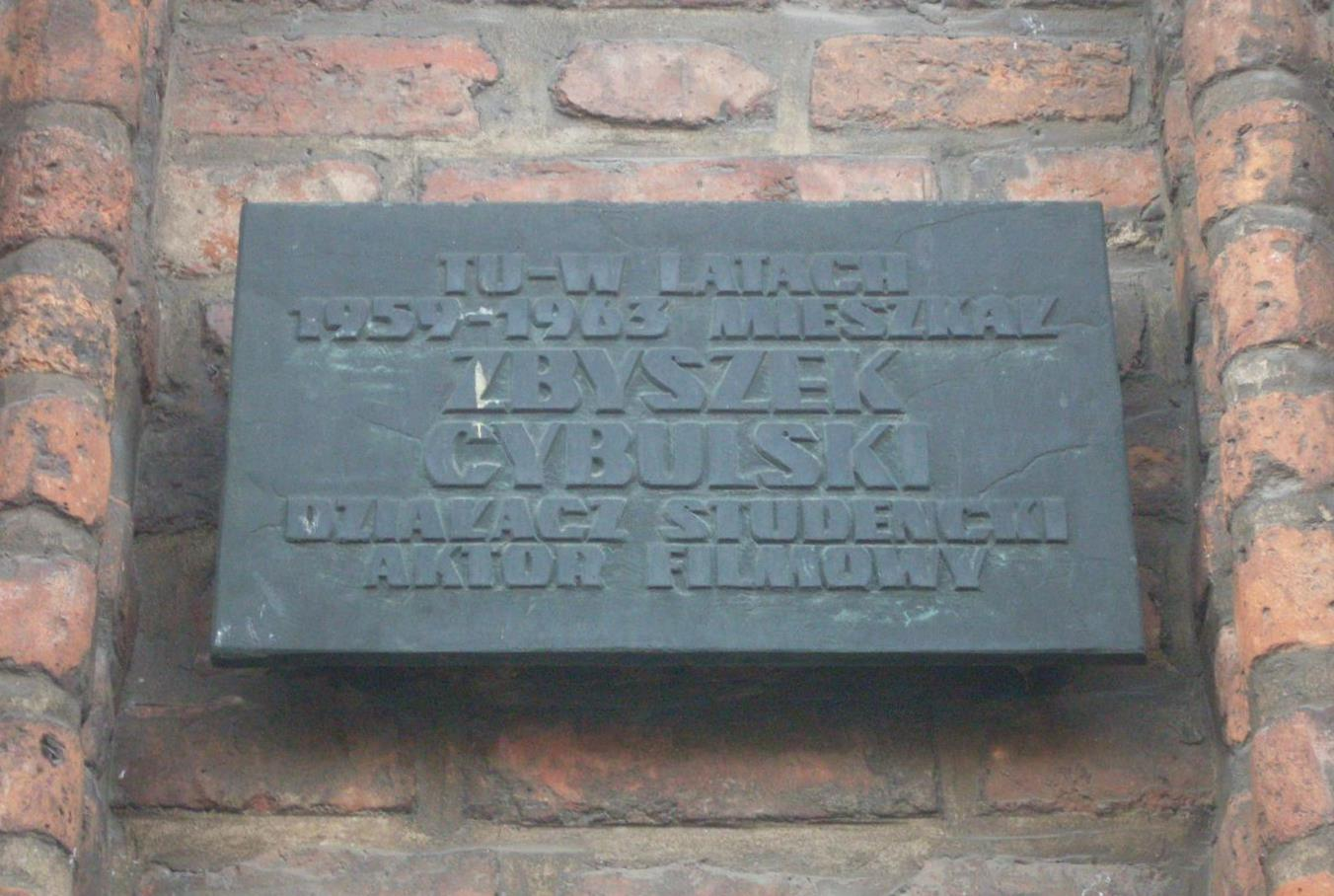
Plaque commémorative pour Zbigniew Cybulski

## Littérature
- Maria Bogucka : Das alten Danzig, Koehler et Amelang, Leipzig 1987,  (ISBN 3-7338-0033-8)